# Monalisa Chinda
Monalisa Chinda, née le 13 septembre 1974 à Port Harcourt au Nigeria, est une actrice et productrice de cinéma de Nollywood, ainsi qu'une personnalité de la télévision et des médias.

## Filmographie
La filmographie de Monalisa Chinda comprend plus de 100 films, dont :
- Pregnant Virgin 1996)
- Royal Grandmother (2007)
- Sting 2 (2006)
- Critical Truth (2008)
- Kiss and Tell (2011)
- Keeping my Man (2013)
- Anointed Liars
- Breaking Heart
- Without Goodbye
- Above the Law (2000)
- City of Angels
- Weekend Getaway (en)
- Torn (en)
- Passionate Heart
- Memories of the Heart
- Itoro
- Lagos Cougars
- Spirit Love
- Passionate Heart
- Okon Lagos
- Games Men Play
- Nollywood Huslers
- Gossip Nation
- The Unthinkable (2014)
- The Therapist (2015)

## Source de la traduction
- (en) Cet article est partiellement ou en totalité issu de l’article de Wikipédia en anglais intitulé « Monalisa Chinda » (voir la liste des auteurs).